# Paweł Urzyczyn
Paweł Jacek Urzyczyn – polski matematyk i informatyk, profesor nauk matematycznych. Specjalizuje się w matematycznych podstawach informatyki, logice stosowanej oraz teorii typów. Profesor zwyczajny Instytutu Informatyki Wydziału Matematyki, Informatyki i Mechaniki Uniwersytetu Warszawskiego.

## Życiorys
Studia ukończył na Uniwersytecie Warszawskim, gdzie następnie został zatrudniony i zdobywał kolejne awanse akademickie. Stopień doktorski uzyskał w 1983 na podstawie pracy przygotowanej pod kierunkiem prof. Jerzego Tiuryna. Habilitował się w 1992 na podstawie  oceny dorobku naukowego i rozprawy pt. Zagadnienia definiowalności w logikach programów pierwszego rzędu. Tytuł naukowy profesora nauk matematycznych otrzymał w 2003.
Swoje prace publikował w takich czasopismach jak m.in. „Fundamenta Informaticae”, „Notre Dame Journal of Formal Logic” „The Journal of Symbolic Logic”, „Mathematical Structures in Computer Science” oraz „Journal of the ACM”.